# Hornburg (Nedersaksen)
Hornburg is een ortsteil van de Duitse gemeente Schladen-Werla in de deelstaat Nedersaksen. Tot 1 november 2013 was Hornburg een zelfstandige stad die voor de gemeentelijke taken samenwerkte in de Samtgemeinde Schladen. De plaats was van 1676 tot 1785 een commende van de Pruisische Ordre de la Générosité die feodale inkomsten genoot.

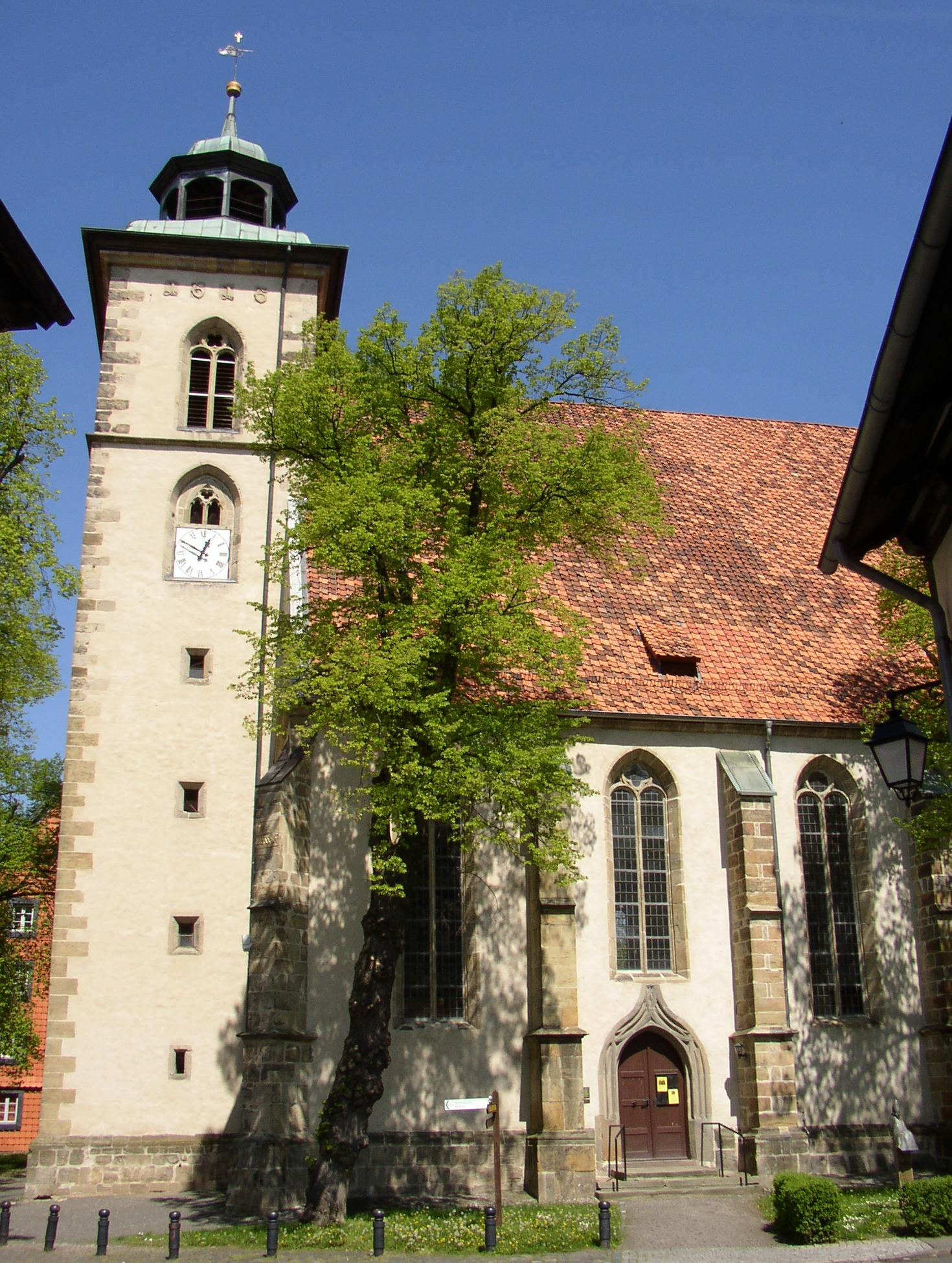
Beatae Mariae Virginis

- Gemeinsame Normdatei: 4025880-4
- Virtual International Authority File: 235899293
- WorldCat: E39PBJfcTbKDyMV6PpKHp4Y773